# Ото VI (Хоя)
Вижте пояснителната страница за други личности с името Ото VI.
Ото VI фон Хоя (на немски: Otto VI von Hoya; * ок. 1440; † 21 декември 1494 или 1497) е граф на долното графство Хоя (1451 – 1497).
Той е син на граф Ото V фон Хоя (ок. 1407/1410 – 1455) и съпругата му Аделхайд фон Ритберг (ок. 1423 – 1459). Внук е на граф Ото III фон Хоя († 1428) и съпругата му принцеса Мехтилд фон Брауншвайг († 1433). Племенник на Герхард III фон Хоя, архиепископ на Бремен (1442 – 1463). По-малкият му брат е Фридрих († 1503).

## Фамилия
Ото VI се жени ок. 24 септември 1470 г. за Анна фон Липе (* ок. 1450, † сл. 27 декември 1533), дъщеря на Бернхард VII фон Липе (1429 – 1511) и Анна фон Холщайн-Шауенбург (1435 – 1495).  Те имат две дъщери: 
- Аделхайд фон Хоя (ок. 1470 – 1515), омъжена I. за граф Ебервин II (Евервин II) фон Бентхайм-Щайнфурт (1467 – 1498), II. 1503 г. за граф Филип III фон Валдек-Айзенберг (1486 – 1539)
- Анна фон Хоя (ок. 1490 – 1539), омъжена за граф Йохан VIII фон Залм-Райфершайд (1488 – 1537)

Вдовицата му Анна фон Липе се омъжва втори път 1510/1511 г. за граф Йохан II фон Насау-Байлщайн (1460 – 1513).